# Berliner SC
Berliner SC, Berliner Schlittschuh-Club, är en idrottsförening från Berlin i Tyskland, bildad 1893. 
Klubben bedriver verksamhet i curling, hastighetsåkning på skridskor, isstock, konståkning, shorttrack och tennis.

## Ishockey
1908 spelades började klubben spela ishockey och 1912 vann klubben sitt första tyska mästerskap. Totalt skulle klubben samla på sig ytterligare 19 mästerskap under årens lopp. Klubben förlorade med 1-4 mot det svenska laget IFK Uppsala vid ett Sverige-besök 1921, den första ishockeymatchen på svensk mark.
Efter andra världskriget gick klubben under namnet EG Berlin-Eichkamp, ett namn som man behöll till 1951 då man bytte tillbaka till sitt ursprungliga namn. 
2004 slogs klubbens ishockeyverksamhet samman med Berlin Capitals och bildade Berliner Schlittschuh-Club Preussen GmbH. Berliner SC upphörde med ishockey 2007.

### Meriter

#### Tyska mästare
Med sina 20 mästerskapstitlar så är Berliner Schlittschuh-Club den mesta tyska mästarna i ishockey. Följande år vann man tyska mästerskapen: 1912, 1913, 1914, 1920, 1921, 1923, 1924, 1925, 1926, 1928, 1929, 1930, 1931, 1932, 1933, 1936, 1937, 1974, 1976.  1944 vann man mästerskapen i samarbete med SC Brandenburg.

### Spengler Cup
Åren 1924, 1926 och 1928 vann Berliner Schlittschuhclub Spengler Cup.

## Kända spelare

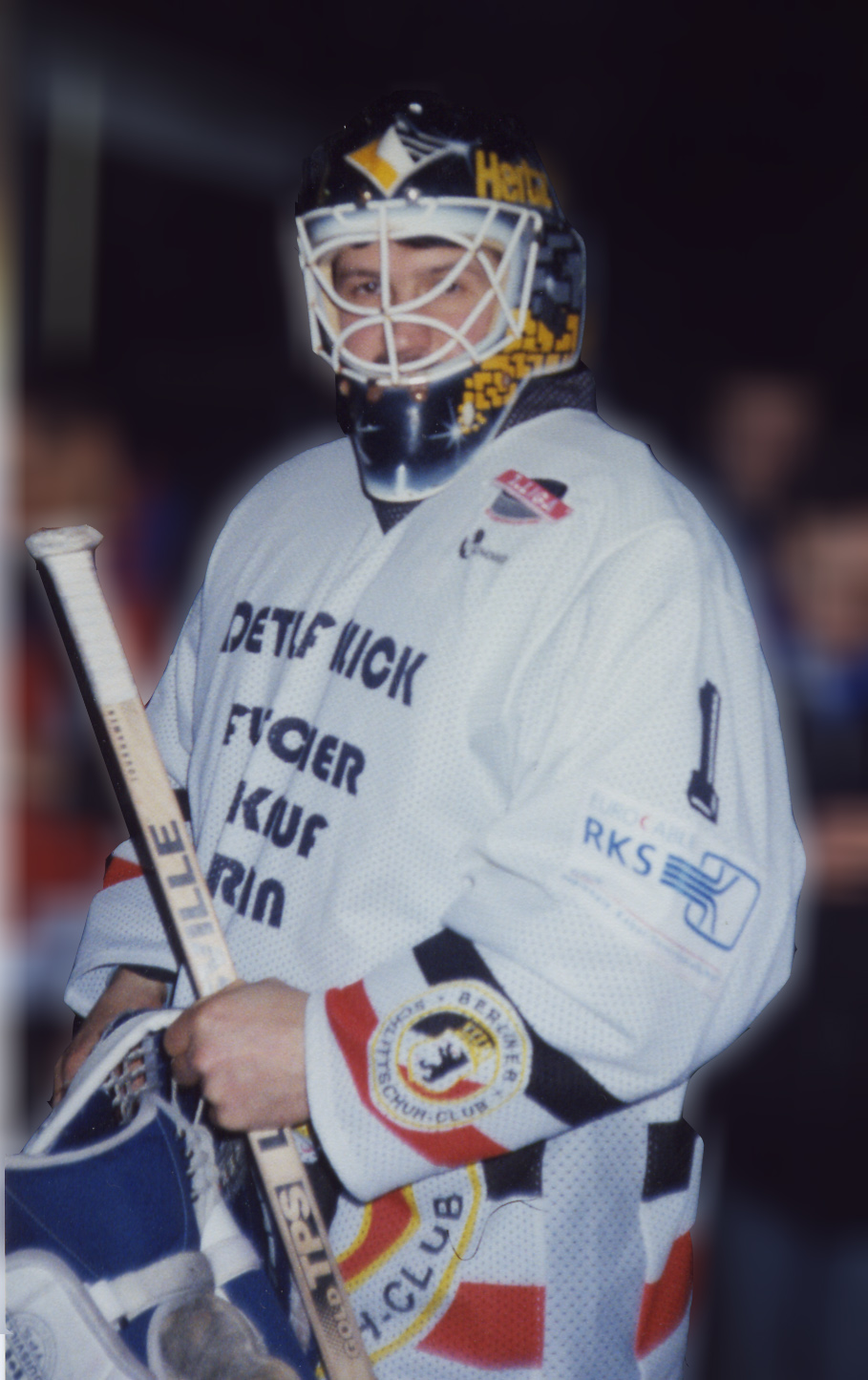
Rene Bielke, östtysk och tysk landslagsmålvakt, samt f.d. spelare i BSchC, 1997

- före 1970
  - Rudi Ball
  - Gustav Jaenecke
  - Dr. Max Holsboer
  - Gustaf "Lulle" Johansson
  - Birger Holmqvist
  - Nils Molander
- 1970–1980
  - Franz Funk
  - Martin Hinterstocker

## Tränare
Bland tränarna under åren kan nämnas
- Xaver Unsinn (tysk mästare 1974, 1976, förbundstränare nio VM och två OS)
- Olle Öst (Elitserie-spelare 1960-1971 för Leksands IF och Färjestads BK)

### Fotnoter
1. ↑  profile Arkiverad 25 mars 2012 hämtat från the Wayback Machine. på hockeyarenas.net
2. ↑  ”Svenska Ishockeyförbundet”. http://www.swehockey.se/ImageVault/Images/id_458/ImageVaultHandler.aspx. Läst 16 augusti 2011.